# Mirko Tedeschi (1987)
|  | No confondre amb el també ciclista Mirko Tedeschi |

Mirko Tedeschi (Gallarate, Llombardia, 17 de desembre de 1987) és un ciclista italià, professional entre 2012 al 2014.

## Palmarès
- 2013
  - 1r al Gran Premi de la Indústria i el Comerç artesanal de Botticino
  - 1r al Trofeu MP Filtri
- 2014
  - Classificació de la muntanya a la Setmana Internacional de Coppi i Bartali
  - 2n a la Cursa de Solidarność i els Atletes Olímpics